# منبع مستقل
در روزنامه‌نگاری، عدالت کیفری و پژوهش، منبع مستقل به منبعی گفته می‌شود که ارتباط مهمی با موضوع ندارد و بنابراین آن را بی‌غرض توصیف می‌کند. منابع مستقل دارای استقلال تحریریه‌ای∗ هستند، یعنی کسانی که در آن تبلیغ می‌کنند محتوای آن را تعیین نمی‌کنند و با موضوع تعارض منافع ندارند، یعنی هیچ پتانسیلی برای منافع شخصی، اقتصادی، یا سیاسی ندارند.
برای نمونه، در مورد یک وبگاه، منبع مستقل می‌تواند پوشش خبری آن وب‌گاه باشد و نه خود آن وب‌گاه؛ برای یک هنرمند موسیقی، منبع مستقل می‌تواند یک نقد حرفه‌ای از آن هنرمند باشد ونه یادداشت‌های جانبی آلبوم یا اطلاعیه‌های مطبوعاتی.